# Donald Thomas
Pour les articles homonymes, voir Donald Thomas (homonymie) et Thomas.
Donald Thomas (né le 1er juillet 1984 à Freeport) est un athlète bahaméen, spécialiste du saut en hauteur. En 2007, un an et demi après avoir découvert la discipline, il devient champion du monde.

## Biographie
Il ne débute réellement l'athlétisme qu'en 2006 après avoir notamment joué dans l'équipe de basket-ball de l'Université Lindenwood de Saint Charles, dans le Missouri. Auteur d'un saut de 2,22 m lors de sa première compétition, il participe quelques mois plus tard aux Jeux du Commonwealth de Melbourne où il termine au pied du podium avec 2,23 m.

### Champion du monde (2007)
En 2007, il franchit pour la première fois la hauteur de 2,30 m, puis remporte à Fayetteville les championnats NCAA en salle en effaçant une barre à 2,33 m, nouveau record personnel. Il franchit cette même hauteur le 4 juillet lors du meeting en plein air de Salamanque, établissant à l'occasion la meilleure performance mondiale de l'année 2005 à égalité avec quatre autres sauteurs, puis se classe deuxième des Jeux panaméricains de Rio de Janeiro avec 2,30 m, derrière le Cubain Víctor Moya (2,32 m). Le 29 août, à Osaka, Donald Thomas devient champion du monde du saut en hauteur avec une barre à 2,35 m franchie au premier essai, devançant finalement le Russe Yaroslav Rybakov et le Chypriote Kyriakos Ioannou, auteurs de 2,35 m également. En fin d'année 2007, le Bahaméen remporte la Finale mondiale de l'athlétisme de Stuttgart (2,32 m).
Éliminé dès les qualifications lors des Jeux olympiques de 2008 et des Championnats du monde 2009, Donald Thomas renoue avec les podiums internationaux en 2010 en se classant deuxième de la Coupe continentale de Split (2,28 m), puis en remportant en fin de saison la médaille d'or des Jeux du Commonwealth de New Delhi (2,32 m) devant son compatriote Trevor Barry.
En 2011, il remporte les Championnats des Bahamas en franchissant 2,32 m, une nouvelle fois devant Trevor Barry (2,29 m) puis s'impose lors des Jeux panaméricains de Guadalajara avec cette même marque. 

### Depuis 2013: retour à son meilleur niveau

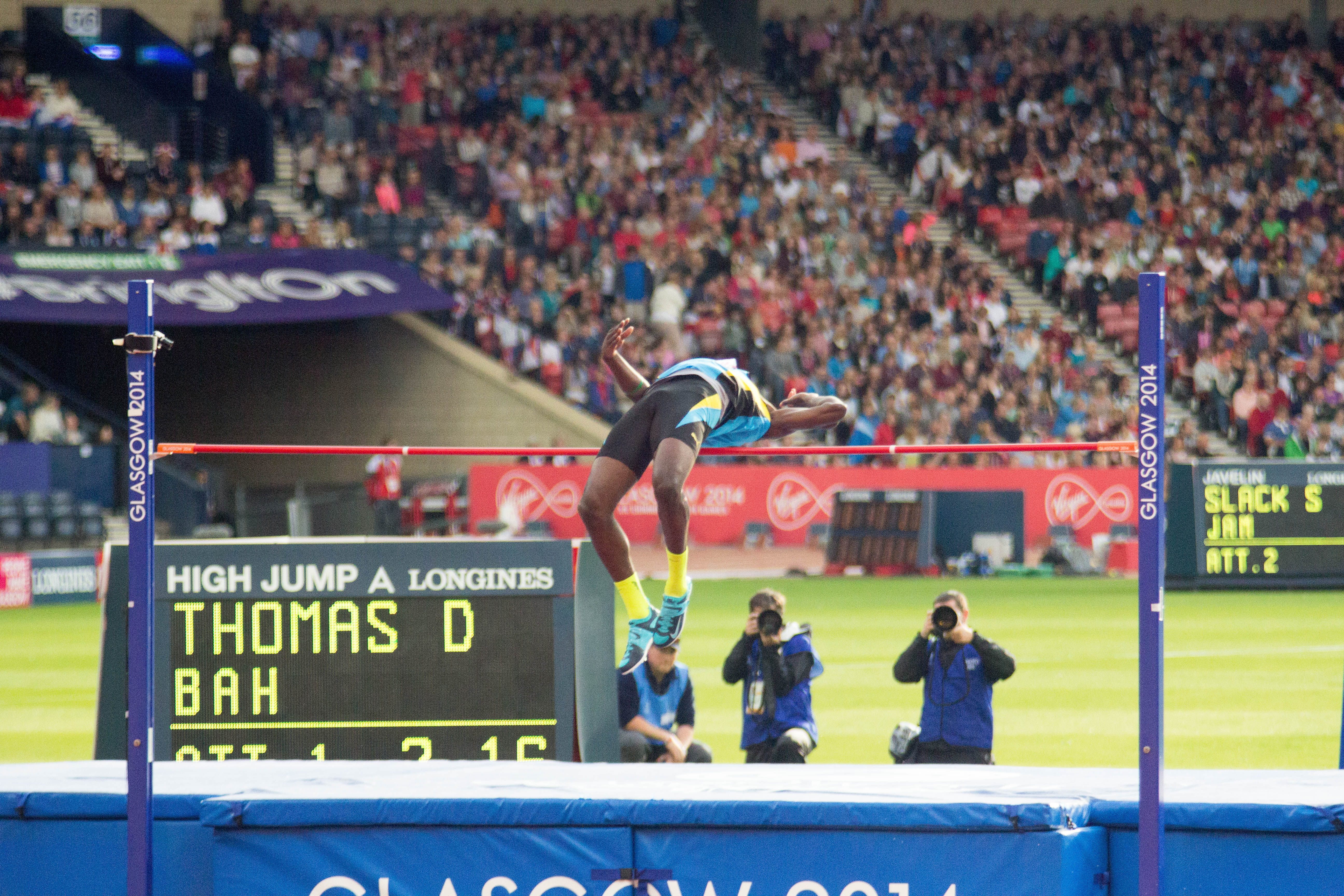
Donald Thomas lors des Jeux du Commonwealth 2014

Après de multiples compétitions où il échoue souvent à des barres entre 2,15 et 2,20 m, Donald Thomas retrouve depuis 2013 son meilleur niveau. Lors des Championnats du monde de Moscou, il se classe sixième avec une performance à 2,32 m. Il fait l'impasse à 2,35 m puis échoue par trois fois à 2,38 m. 
Lors de la saison en salle 2014, il égale son record personnel en salle de 2,33 m établit en mars 2007. Malheureusement, il est éliminé en qualifications des Championnats du monde en salle de Sopot, incapable d'effacer la première barre à 2,16 m. Durant la saison estivale, il se classe neuvième des Jeux du Commonwealth avec 2,21 m.
Le 4 juillet 2015, Thomas franchit 2,32 m lors du Meeting Areva de Paris avant de rater 2,38 m. Trois jours plus tard, à Székesfehérvár, il efface une barre à 2,34 m, à seulement un centimètre de son record de 2007. Il termine deuxième du concours derrière Mutaz Essa Barshim (2,36 m). Le 2 août, au meeting d'Eberstadt, il franchit 2,33 m et termine 4e du concours. Lors des Championnats du monde à Pékin, il termine à la sixième place de la finale avec 2,29 m, faisant l'impasse à 2,33 m puis échouant trois fois à 2,36 m.
Le 5 février 2016 à Banská Bystrica, il égale son record en salle pour la troisième fois avec 2,33 m avant d'échouer à 2,35 m. Le 19 mars 2016, Thomas se classe 10e de la finale des championnats du monde en salle de Portland avec 2,25 m.
Le 16 mai suivant, Donald Thomas remporte le meeting de Baie-Mahault avec 2,31 m, avant d'échouer à 2,34 m puis égale cette marque de 2,31 m lors du Meeting Herculis de Monaco pour se classer 6e.
Le 18 juillet 2016, il porte à 2,37 m son record personnel qui datait de 2007, en battant notamment Bohdan Bondarenko (2,35 m) et Majd Eddin Ghazal (2,31 m), lors du mémorial István-Gyulai de Székesfehérvár.
Le 16 août 2016, Thomas se classe 7e de la finale des Jeux olympiques de Rio avec 2,29 m.
Donald Thomas ouvre sa saison hivernale 2017 à Boston où il réalise la meilleure performance mondiale de l'année avec 2,28 m. Il égale cette performance à Karlsruhe mais termine 3e derrière le Bulgare Pavel Seliverstau (2,30 m, WL) et l'Allemand Mateusz Przybylko (2,28 m, PB). Ces résultats lui permettent de remporter le World Indoor Tour dans la discipline du saut en hauteur.
Le 8 février, il s'aligne au meeting de Banská Bystrica et franchit 2,31 m, mais termine 4e. Lors du Doha Diamond League 2017, il franchit 2,29 m, son meilleur saut de la saison en plein air.
Le 1er août 2018, il remporte la médaille d'or des Jeux d'Amérique centrale et des Caraïbes de Barranquilla avec un saut à 2,28 m. Il s'agit de son premier titre international majeur depuis 2011. Le 11 août, il remporte ex-aecquo avec Django Lovett la médaille de bronze des championnats NACAC de Toronto avec 2,28 m, derrière Jeron Robinson et Michael Mason, également auteurs de 2,28 m.
Le 31 août 2018, il subit un avertissement officiel pour avoir sifflé pendant la course d'élan, notamment celles de l'Italien Gianmarco Tamberi qu'il bouscule en fin de compétition, à l'occasion de la finale du Mémorial Van Damme 2018, où il n'accède pas au podium.

## Palmarès
| Date | Compétition                              | Lieu                               | Résultat | Marque  |
| ---- | ---------------------------------------- | ---------------------------------- | -------- | ------- |
| 2006 | Jeux du Commonwealth                     | Melbourne                          | 4e       | 2,23 m  |
| 2007 | Jeux panaméricains                       | Rio de Janeiro                     | 2e       | 2,30 m  |
| 2007 | Championnats du monde                    | Osaka                              | 1er      | 2,35 m  |
| 2007 | Finale mondiale                          | Stuttgart                          | 1er      | 2,32 m  |
| 2010 | Coupe continentale                       | Split                              | 2e       | 2,28 m  |
| 2010 | Jeux du Commonwealth                     | New Delhi                          | 1er      | 2,32 m  |
| 2011 | Jeux panaméricains                       | Guadalajara                        | 1er      | 2,32 m  |
| 2011 | Championnats du monde                    | Daegu                              | 11e      | 2,20 m  |
| 2013 | Championnats du monde                    | Moscou                             | 5e       | 2,32 m  |
| 2014 | Jeux du Commonwealth                     | Glasgow                            | 9e       | 2,21 m  |
| 2015 | Jeux panaméricains                       | Toronto                            | 3e       | 2,28 m  |
| 2015 | Championnats du monde                    | Pékin                              | 6e       | 2,29 m  |
| 2016 | Championnats du monde en salle           | Portland                           | 10e      | 2,25 m  |
| 2016 | Jeux olympiques                          | Rio de Janeiro                     | 7e       | 2,29 m  |
| 2017 | Circuit mondial en salle de l'IAAF       | Circuit mondial en salle de l'IAAF | 1er      | détails |
| 2018 | Championnats du monde en salle           | Birmingham                         | 6e       | 2,20 m  |
| 2018 | Jeux du Commonwealth                     | Gold Coast                         | 4e       | 2,27 m  |
| 2018 | Jeux d'Amérique centrale et des Caraïbes | Barranquilla                       | 1er      | 2,28 m  |
| 2018 | Championnats NACAC                       | Toronto                            | 3e       | 2,28 m  |
| 2018 | Ligue de diamant                         | Ligue de diamant                   | 5e       | 2,29 m  |
| 2018 | Coupe continentale                       | Ostrava                            | 1er      | 2,30 m  |
| 2019 | Jeux panaméricains                       | Lima                               | 11e      | 2,10 m  |
| 2022 | Championnats du monde en salle           | Belgrade                           | 11e      | 2,20 m  |
| 2022 | Jeux du Commonwealth                     | Birmingham                         | 4e       | 2,22 m  |
| 2022 | Championnats NACAC                       | Freeport                           | 3e       | 2,25 m  |
| 2023 | Jeux panaméricains                       | Santiago                           | 3e       | 2,24 m  |
| 2024 | Championnats du monde en salle           | Glasgow                            | 9e       | 2,15 m  |
| 2025 | Championnats NACAC                       | Freeport                           | 2e       | 2,21 m  |

## Records
| Épreuve         | Épreuve   | Marque | Lieu                                  | Date                                       |
| --------------- | --------- | ------ | ------------------------------------- | ------------------------------------------ |
| Saut en hauteur | Plein air | 2,37 m | Székesfehérvár                        | 18 juillet 2016                            |
| Saut en hauteur | En salle  | 2,33 m | Fayetteville Arnstadt Banska Bystrica | 10 mars 2007 8 février 2014 6 février 2016 |